# Leucophora malotiensis
Leucophora malotiensis är en tvåvingeart som beskrevs av Ackland 1995. Leucophora malotiensis ingår i släktet Leucophora och familjen blomsterflugor. Inga underarter finns listade i Catalogue of Life.